# Raphael Martinho
Raphael Martinho Alves de Lima (* 15. April 1988 in Campo Grande) ist ein ehemaliger italienisch-brasilianischer Fußballspieler.

## Karriere
Martinho begann seine Karriere bei Paulista FC. 2009 wurde er an Votoraty FC ausgeliehen. Daraufhin kehrte er im Juni 2009 zu Paulista FC zurück. Am 21. Mai 2010 wurde bekanntgegeben, dass Martinho zu Catania Calcio in die Serie A, nach Italien, wechselt. Er bestritt elf Ligaspiele bei Catania Calcio, in denen er oft nur eingewechselt worden ist. Von 2011 bis 2012 spielte er für den AC Cesena, wo er 18 Ligaspiele bestritt. Im Anschluss ging Martinho zu Hellas Verona. Hier spielte er die Saison 2012/13 und 2013/14. In dieser Zeit brachte er es auf 50 Ligaeinsätze (12 Tore) und vier im Pokal (kein Tor). Zur Spielzeit 2014/15 kehrte er zu Catania Calcio zurück. Nachdem Martinho 2015/16 beim FC Carpi gespielt hatte, erfolgte für ihn danach ein sportlicher Abstieg, bis 2019 trat er in Italien nur noch für Klubs in der zweiten oder dritten Liga an. 2019 kehrte er in seine Heimat zurück, wo im Folgejahr seine aktive Laufbahn beendete.

## Erfolge
Portuguesa
- Staatspokal von São Paulo: 2020